# 反逆法 (1534年)
1534年反逆法（英：The Treasons Act 1534）は、1534年にイングランドで制定された法。イングランド王ヘンリー8世を国内における教会の最高の首長と認めない者を大逆罪にする内容だった。
この法が制定された1534年は、トマス・クロムウェルの指導で聖職者服従法、第一継承法、国王至上法が次々と宗教改革議会の下で成立した年だった。前年（1533年）の上告禁止法と合わせて、ヘンリー8世はイングランド国内の教会を服従させカトリック教会と決別、自らを頂点とするプロテスタントの一派・イングランド国教会を創設、国王至上法で教会の最高の首長と定められた。
国王至上法の成立直後に可決した反逆法は、王を最高の首長であることを悪意を持って否定する者を反逆者として断罪、行為だけでなく言葉だけでも大逆罪が成立することを定めた。トマス・モアはこの法で大逆罪に問われ、第一継承法の宣誓を拒否したことでロンドン塔へ投獄された後、国王至上法について沈黙したことを大逆罪で起訴、1535年に処刑された。